# 板桥乡 (酉阳县)
板桥乡，是中华人民共和国重庆市酉阳土家族苗族自治县下辖的一个乡镇级行政单位。

## 行政区划
板桥乡下辖以下地区：
板桥村、水车坝村、井元村和双桥村。